# Fältjägarbrigaden (nya)
Fältjägarbrigaden (NB 5) var en Norrlandsbrigad inom svenska armén som verkade i olika former åren 1949–2000. Förbandsledningen var förlagd i Östersunds garnison i Östersund.

## Historik
Fältjägarbrigaden sattes upp åren 1949–1951 under namnet Härjedalsbrigaden (IB 35), genom att fältregementet (krigsförbandet) Härjedalens regemente (I 35) omorganiserades genom försvarsbeslutet 1948 till infanteribrigad. Åren 1949–1992 hade brigaden en systerbrigad vars namn var Fältjägarbrigaden (IB 25), vilken genom försvarsbeslutet 1958 fasades ut 1958 till stridsgrupp med tre fjällbataljoner.
Fältjägarbrigaden var ursprungligen en infanteribrigad, men blev 1963 den första brigaden som omorganiserades till typförbandet Norrlandsbrigad. Brigaden antog därmed namnet Jämtlandsbrigaden (NB 35). År 1988 antogs namnet Fältjägarbrigaden (NB 35).
Inför försvarsbeslutet 1992 föreslog regeringen att krigsorganisationen skulle spegla fredsorganisationen. Därmed föreslogs att brigaden vid Jämtlands fältjägarregemente skulle avskiljas och bilda ett självständigt kaderorganiserat krigsförband. Den 1 juli 1994 avskildes brigaden från regementet och blev ett kaderorganiserat krigsförband inom Norra militärområdet (Milo N). Brigaden antog med det namnet Fältjägarbrigaden  (NB 5).
Inför försvarsbeslutet 1996 föreslog Försvarsmakten att försvarsområdesstaben vid Jämtlands fältjägarregemente samt Fältjägarbrigaden (NB 5) skulle avvecklas. Den socialdemokratiska regeringen, med stöd av Centerpartiet, föreslog istället en avveckling av Lapplandsbrigaden (NB 20). Ur försvarsekonomiska och försvarspolitiska skäl vägde de båda alternativen jämnt mot varandra. Regeringens skäl till att bibehålla brigaden i Östersund var möjligheterna till att vidmakthålla och utveckla en allsidig och rationell försvarsmaktsgarnison med såväl flyg- som arméförband. Dock var regeringen enig med Försvarsmaktens förslag om ny försvarsområdesindelningen, vilket innebar att försvarsområdesstaberna i Kalix, Kiruna och Östersund skulle avvecklas. Försvarsområdesstaben vid Jämtlands fältjägarregemente avvecklades den 31 december 1997. Vilket i praktiken innebar att även regementet avvecklades.
Från den 1 januari 1998 kom Jämtlands försvarsområde (Fo 22) att integreras i Västernorrlands försvarsområde (Fo 23), under namnet Västernorrlands och Jämtlands försvarsområde (Fo 23). Från samma datum kom kvarvarande delar vid regementet kom att uppgå i Fältjägarbrigaden (NB 5), vilken antog namnet Jämtlands fältjägarregemente och Fältjägarbrigaden (NB 5).
Inför försvarsbeslutet 2000 föreslog regeringen för riksdagen en kraftig reducering av arméförband. Vilket bland annat innebar att av de tretton brigadförband inom armén, skulle endast sex arméförband kvarstå för utbildning av armébrigadledningar och mekaniserade bataljoner. Vidare ansågs att de skulle vara relativt jämnt geografiskt fördelade över landet. I mellersta Norrland föreslog regeringen i sin proposition att Fältjägarbrigaden skulle kvarstå till förmån framför Ångermanlandsbrigaden (NB 21). Från den 1 juli 2000 antog Fältjägarbrigaden namnet Jämtlands fältjägarregemente (I 5). Det nya regementet kom att bestå av två utbildningsbataljoner. Jämtlands infanteribataljon från Fältjägarbrigaden (Infbat/I 5) samt Norrlands trängbataljon (Trängbat/I 5) från avvecklade Norrlands trängkår.

## Verksamhet
Fältjägarbrigaden var den första av totalt fem infanteribrigader som kom att omorganiserades till norrlandsbrigader. En omorganisation som påbörjades 1963. Brigaden var en av fyra Norrlandsbrigder som skulle mekaniseras och utrustas med Stridsfordon 90 samt det rysktillverkade pansarskyttefordonet MT-LB (svensk benämning Pbv 401), ett beslut som togs genom försvarsbeslutet 1992. Organisationen brigaden skulle gå in i benämndes NB 2000, en organisation som skulle vara i produktion 2004 och helt genomförd 2006. Således hann bara delar av brigaden utbildas i den nya organisationen innan den avvecklades 2000.
Beteckningen Fältjägare är namnet på samtliga soldater som tjänstgjort vid regementet, men har genom historien haft olika innebörder. Fältjägarna var inget renodlat jägarförband i traditionell mening, men har genom historien bestått av fristående infanteribataljoner med specialitet att verka självständigt i vägfattig terräng. Vissa traditioner typiska för jägarförband har bevarats, som fjällmarschen och överlevnadsutbildning, men det har varierat genom åren. Renodlade jägarsoldater har inte utbildats vid regementet. 

### Bataljoner
- 1. norrlandsskyttebataljonen (Strf 90)
- 2. norrlandsskyttebataljonen (Pbv 401)
- 3. norrlandsskyttebataljonen (Pbv 401)
- 4. norrlandsrobotskyttebataljonen (Pvrb 55/TOW)
- Norrlandsluftvärnsbataljon (Lvrbs 70)
- Norrlandshaubitsbataljon (Haub 77)
- Norrlandsunderhållsbataljonen
- Norrlandspionjärbataljon

### Internationell verksamhet
Åren 1999 svarade brigaden för att sätta upp den trettonde bosnienbataljonen, BA 99, vilken blev den sista svenska bataljonen i Bosnien.

## Heraldik och traditioner
Fältjägarbrigaden delade heraldik och traditioner med Jämtlands fältjägarregemente. År 1988 antog brigaden namnet från den ursprungliga Fältjägarbrigaden (IB 25), vilken hade upplösts 1958.

## Förbandschefer
Brigadchefer åren 1949–2000. Åren 1949–1994 var brigadchefen tillika ställföreträdande chef vid Jämtlands fältjägarregemente.

- 1949–1974: ???
- 1974–1976: Överste Carl Björeman
- 1976–1991: ???
- 1991–1993: Överste Christer Franzén
- 1994–1998: Överste Håkan Espmark
- 1998–2000: Överste Anders Brännström

## Namn, beteckning och förläggningsort
| Härjedalsbrigaden                                  | 1949-10-01 | – | 1963-??-?? |
| Jämtlandsbrigaden                                  | 1963-??-?? | – | 1988-??-?? |
| Fältjägarbrigaden                                  | 1988-??-?? | – | 1997-12-31 |
| Jämtlands fältjägarregemente och Fältjägarbrigaden | 1998-01-01 | – | 2000-06-30 |

| IB 35 | 1949-10-01 | – | 1963-??-?? |
| NB 35 | 1963-??-?? | – | 1994-06-30 |
| NB 5  | 1994-07-01 | – | 2000-06-30 |

| Östersunds garnison (F) | 1949-10-01 | – | 2000-06-30 |

## Galleri

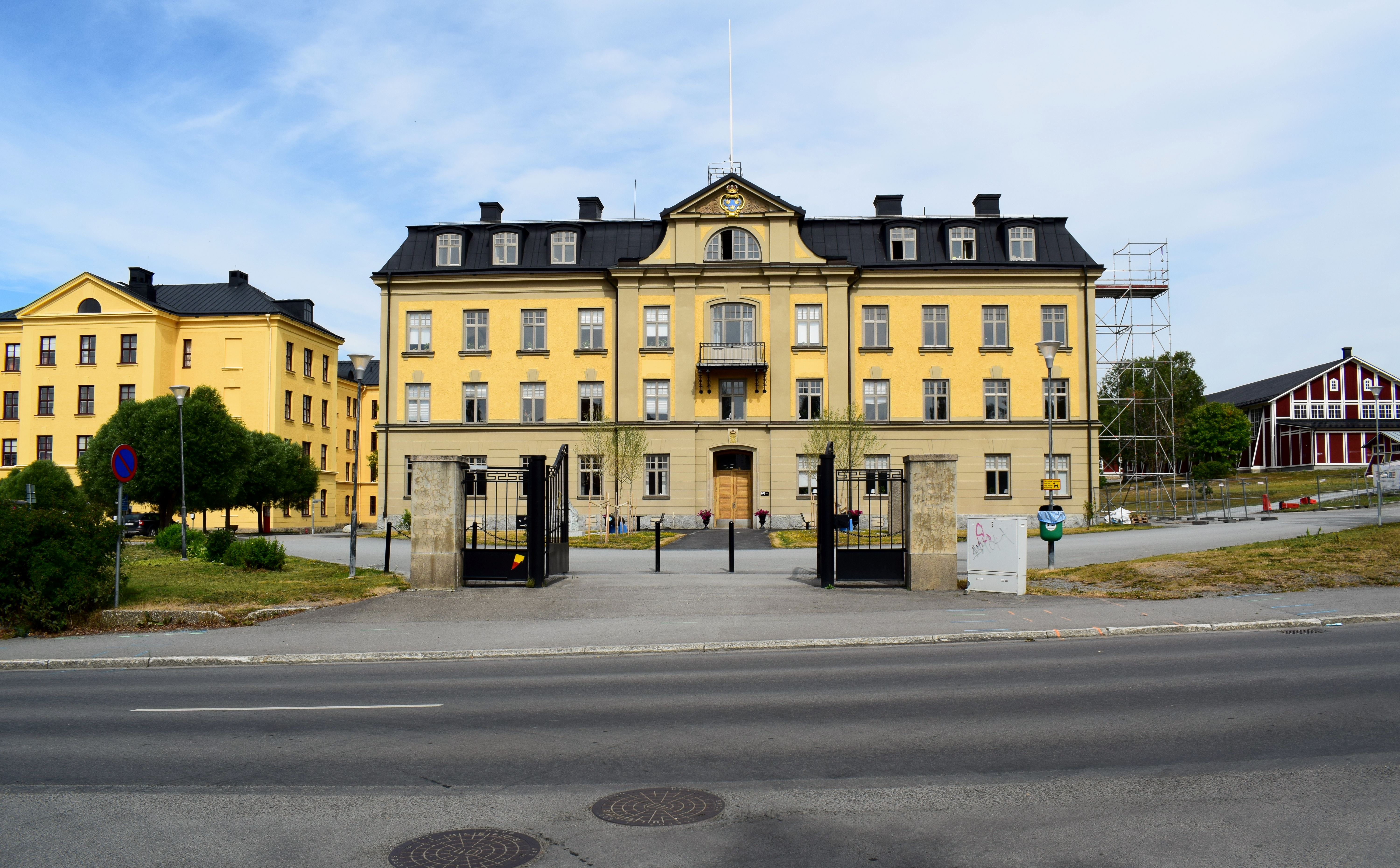
Kanslihuset vid Jämtlands fältjägarregemente och Fältjägarbrigaden.
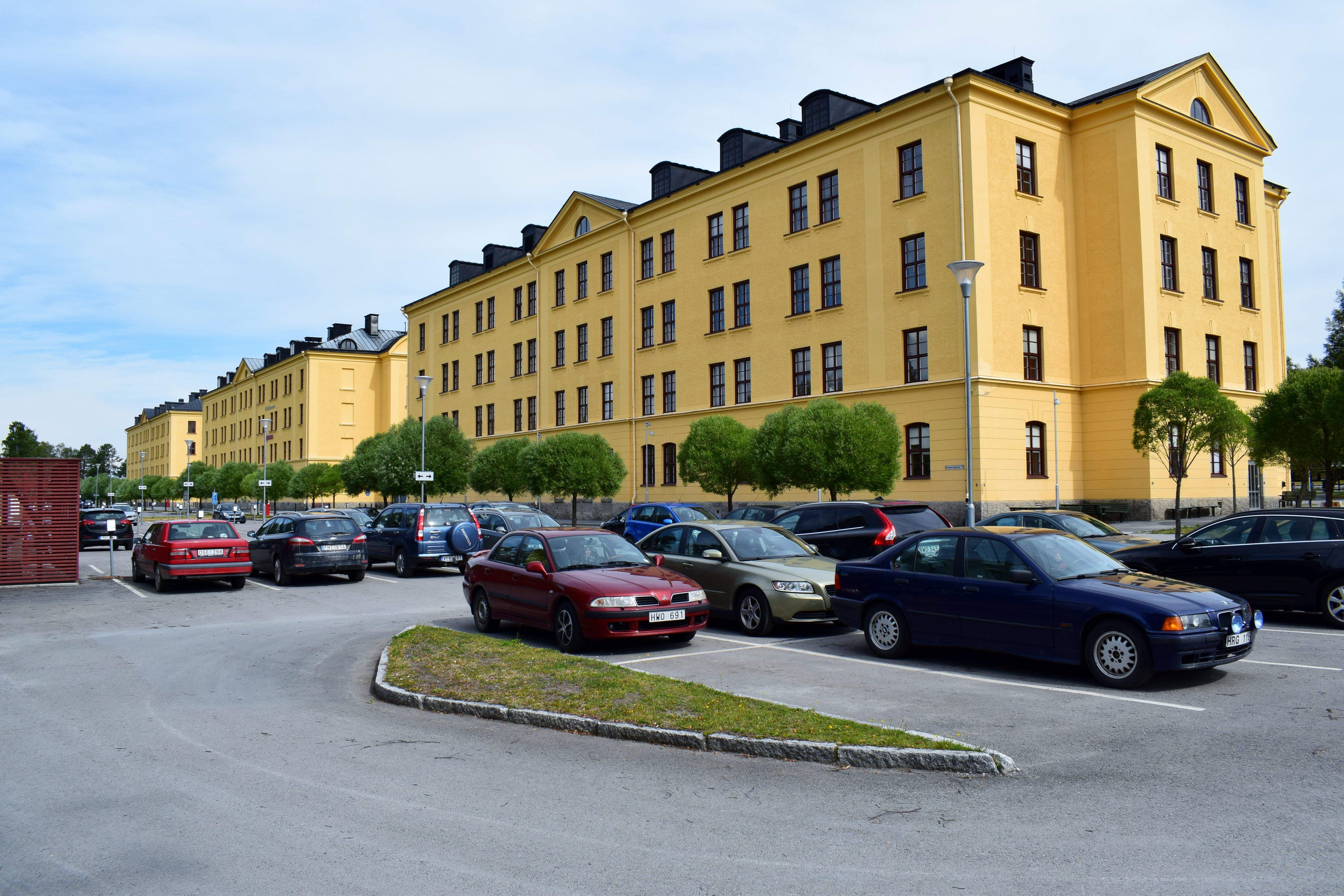
Kasernerna vid Jämtlands fältjägarregemente och Fältjägarbrigaden.
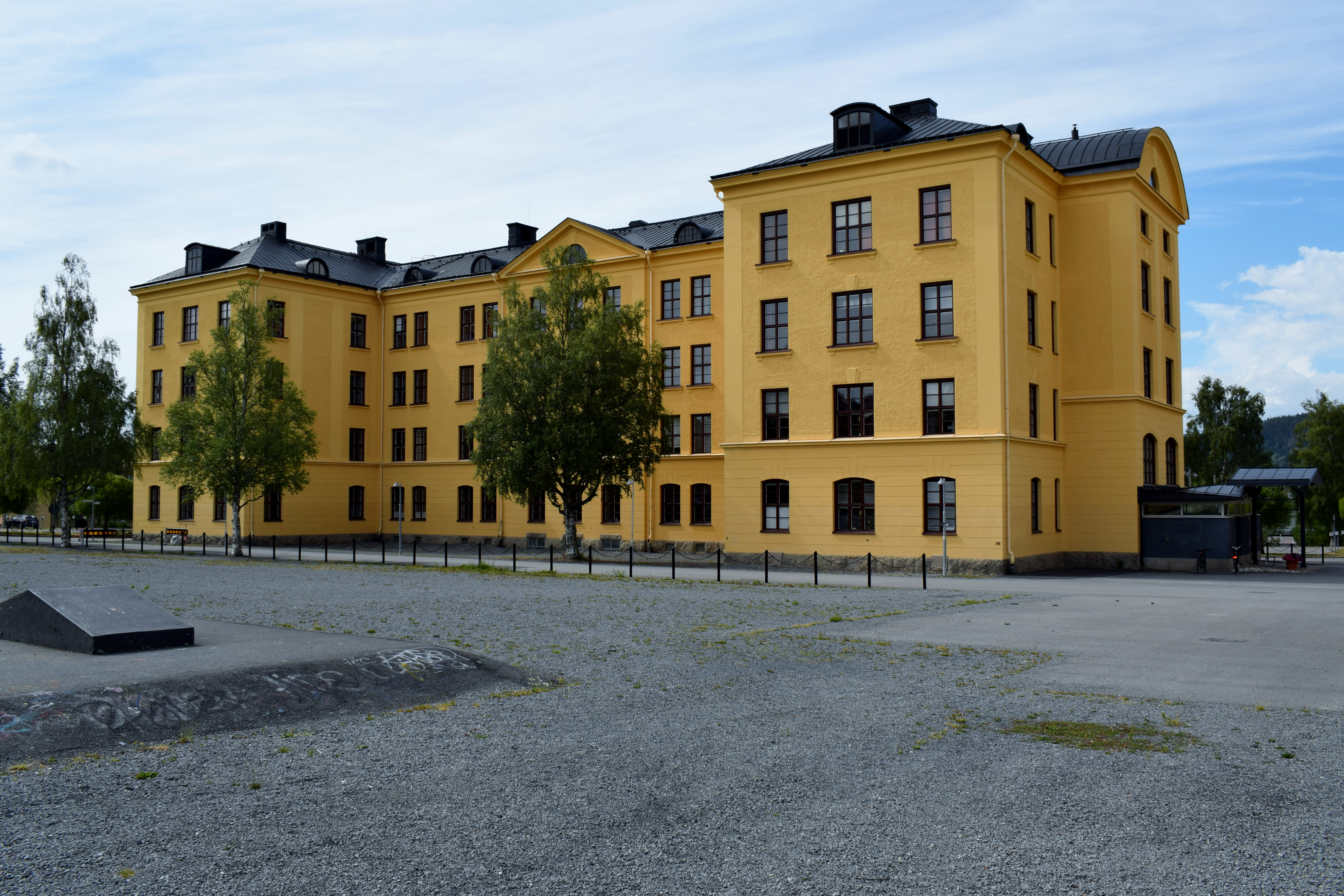
Första kasernen vid Jämtlands fältjägarregemente och Fältjägarbrigaden.
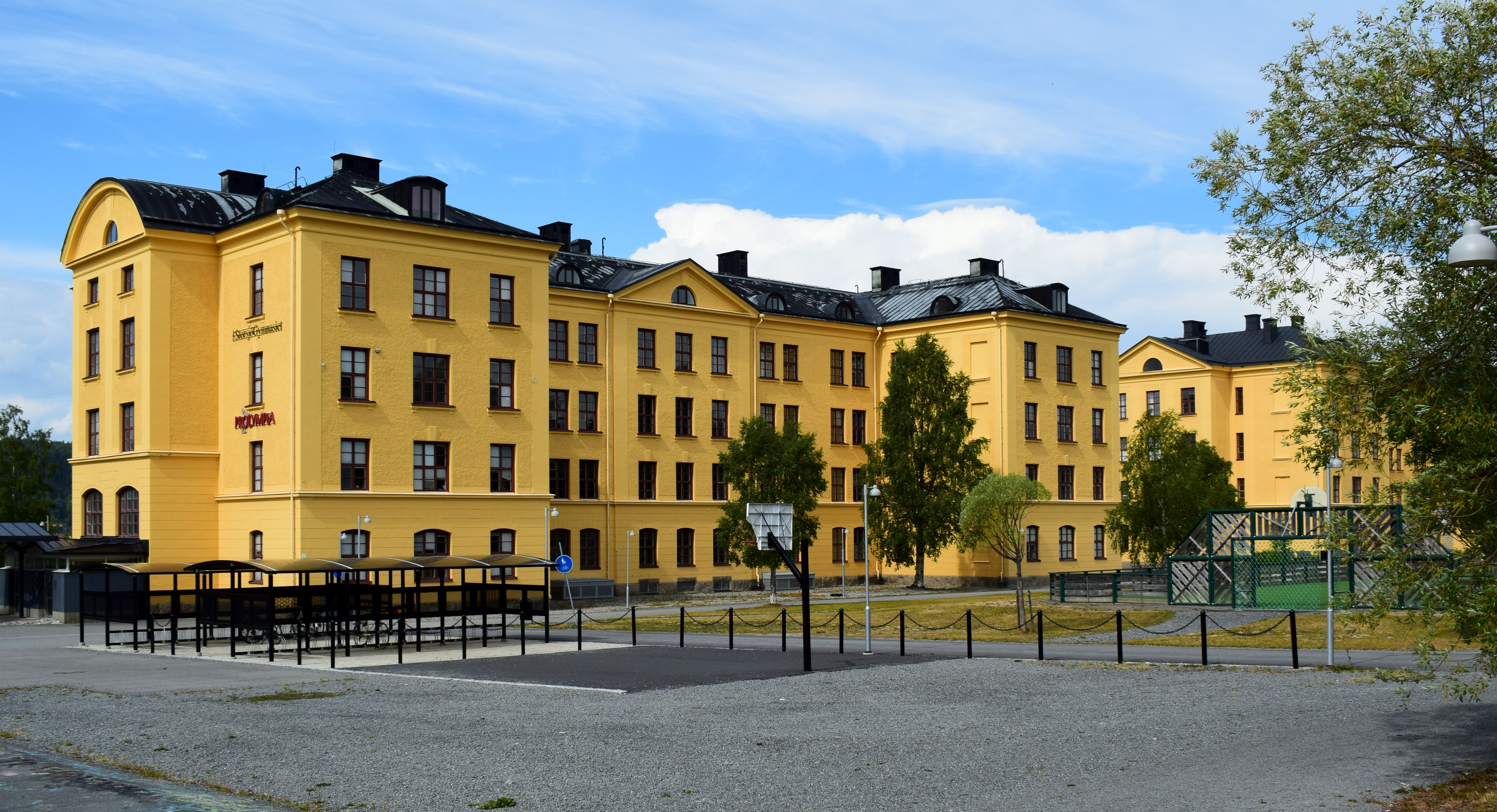
Andra kasernen vid Jämtlands fältjägarregemente och Fältjägarbrigaden.
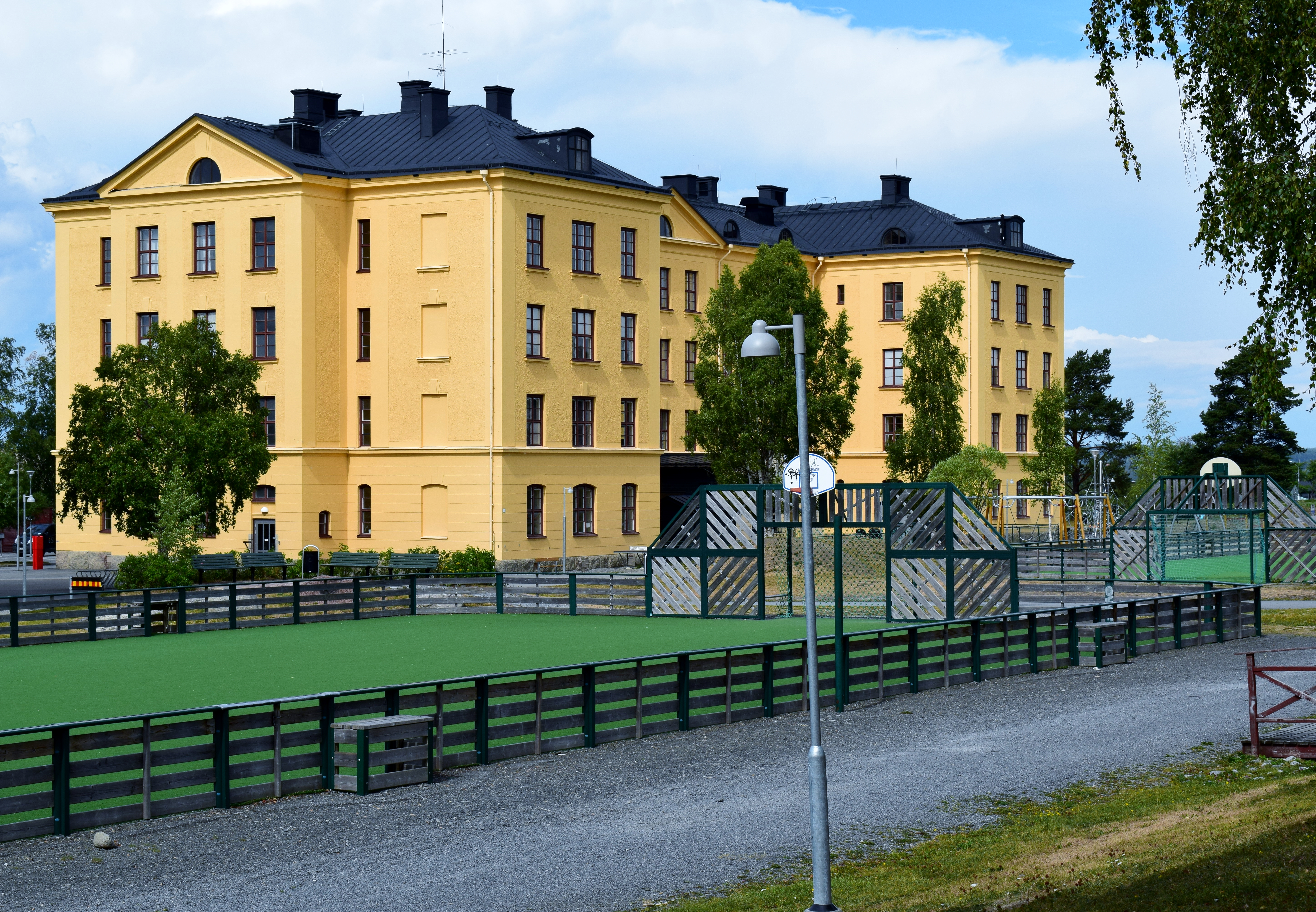
Tredje kasernen vid Jämtlands fältjägarregemente och Fältjägarbrigaden.
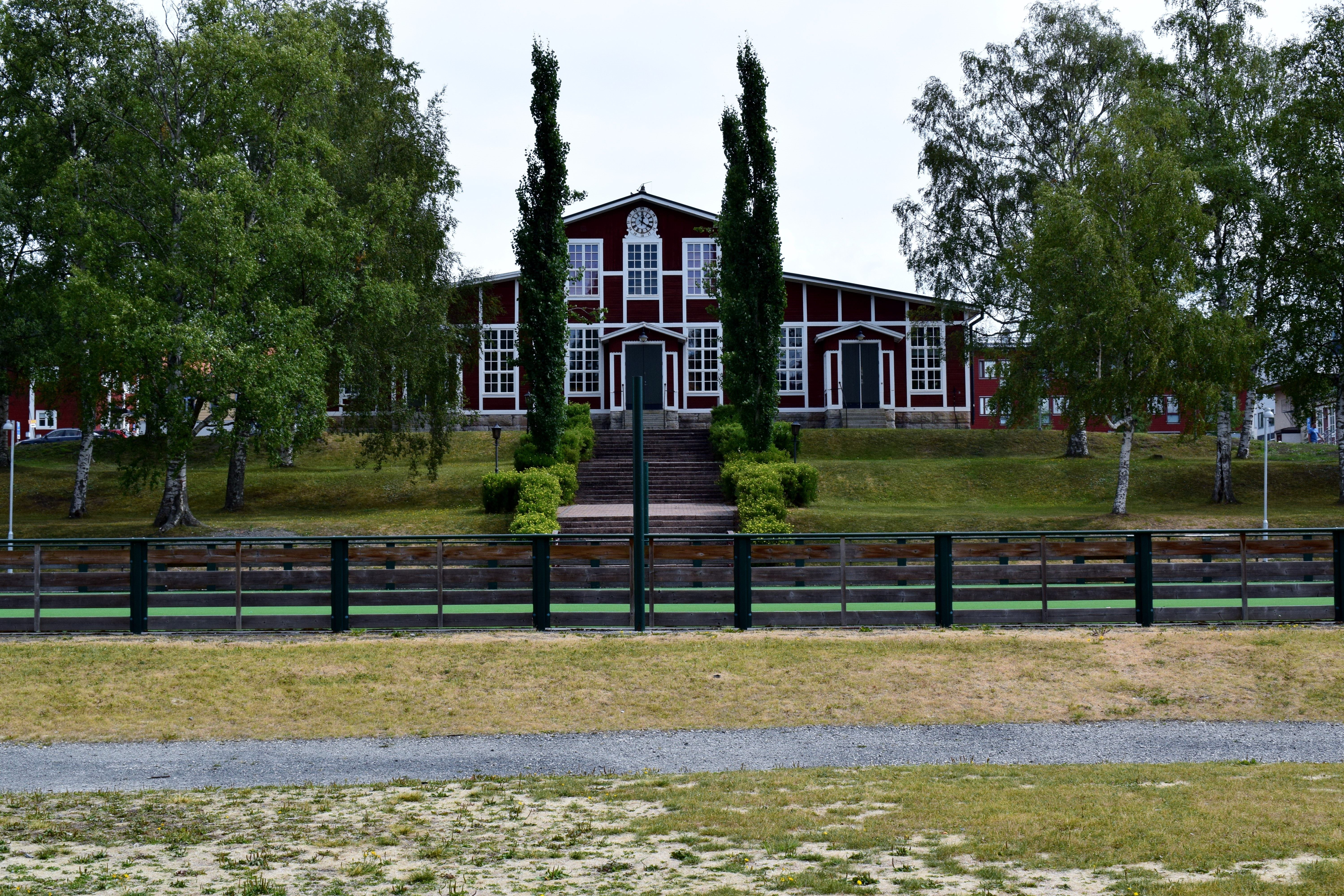
Matsalsbyggnad vid Jämtlands fältjägarregemente och Fältjägarbrigaden.
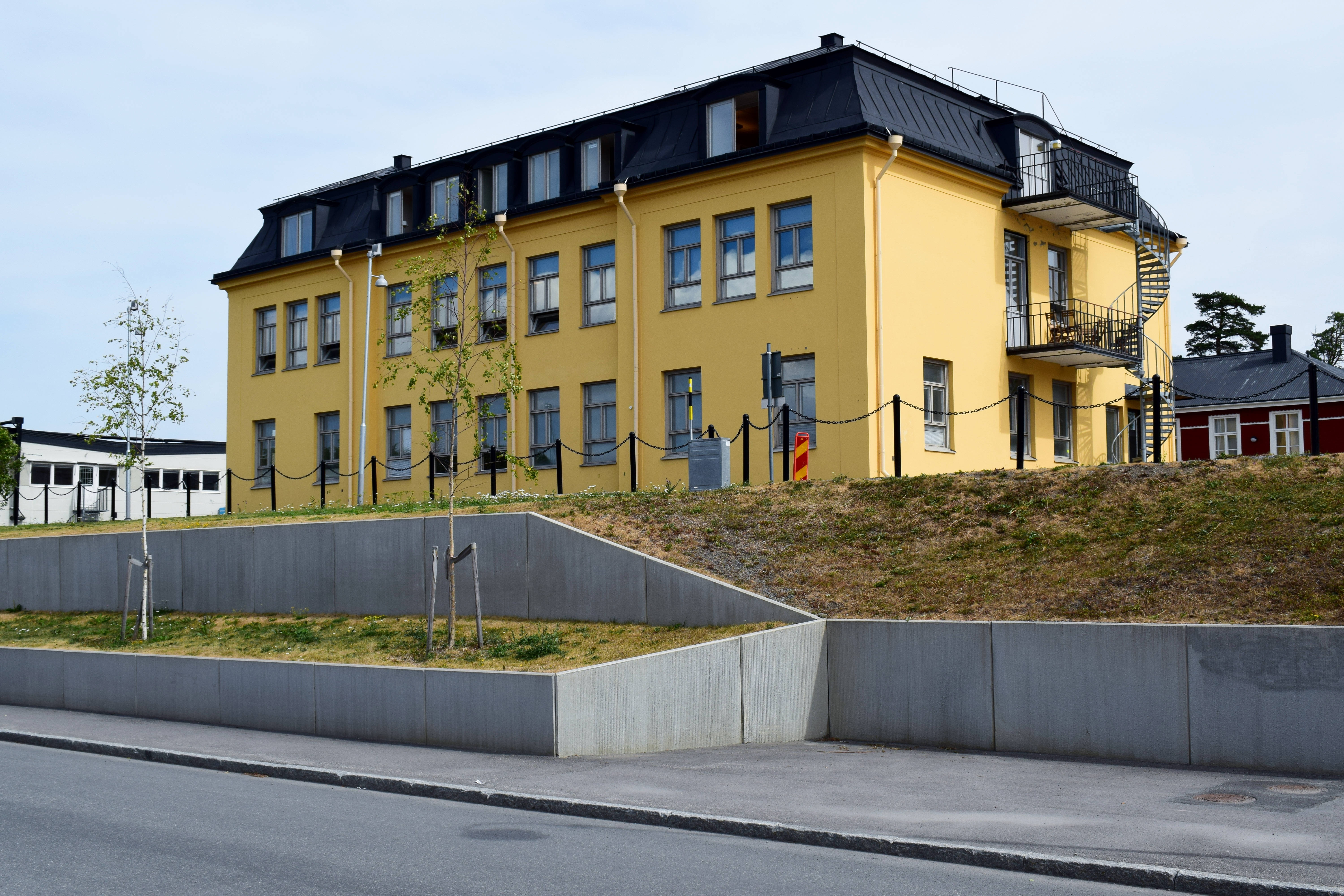
Sjukhusbyggnad vid Jämtlands fältjägarregemente och Fältjägarbrigaden.
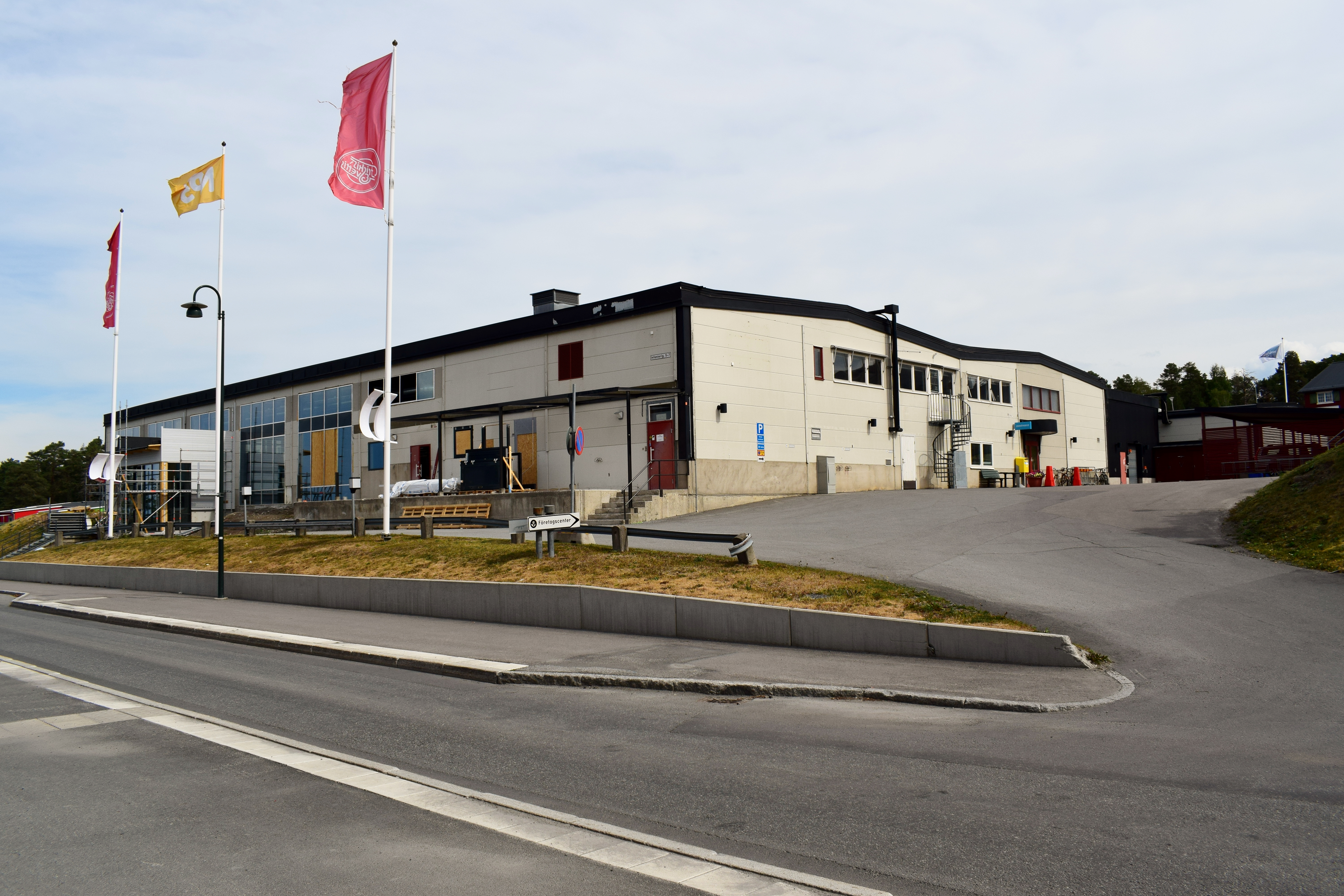
Truppserviceförråd vid Jämtlands fältjägarregemente och Fältjägarbrigaden.